# Marou Amadou
Pour les articles homonymes, voir Amadou.
Marou Amadou est un homme politique nigérien et ancien ministre de la Justice du Niger. 
Peu après l'entrée en fonction de Mahamadou Issoufou comme président du Niger, Marou Amadou est nommé au gouvernement en tant que ministre de la Justice et porte-parole du gouvernement le 21 avril 2011. Cette fonction prend fin avec l’élection du nouveau président Bazoum Mohamed en avril 2021,.